# Perfuzjonista

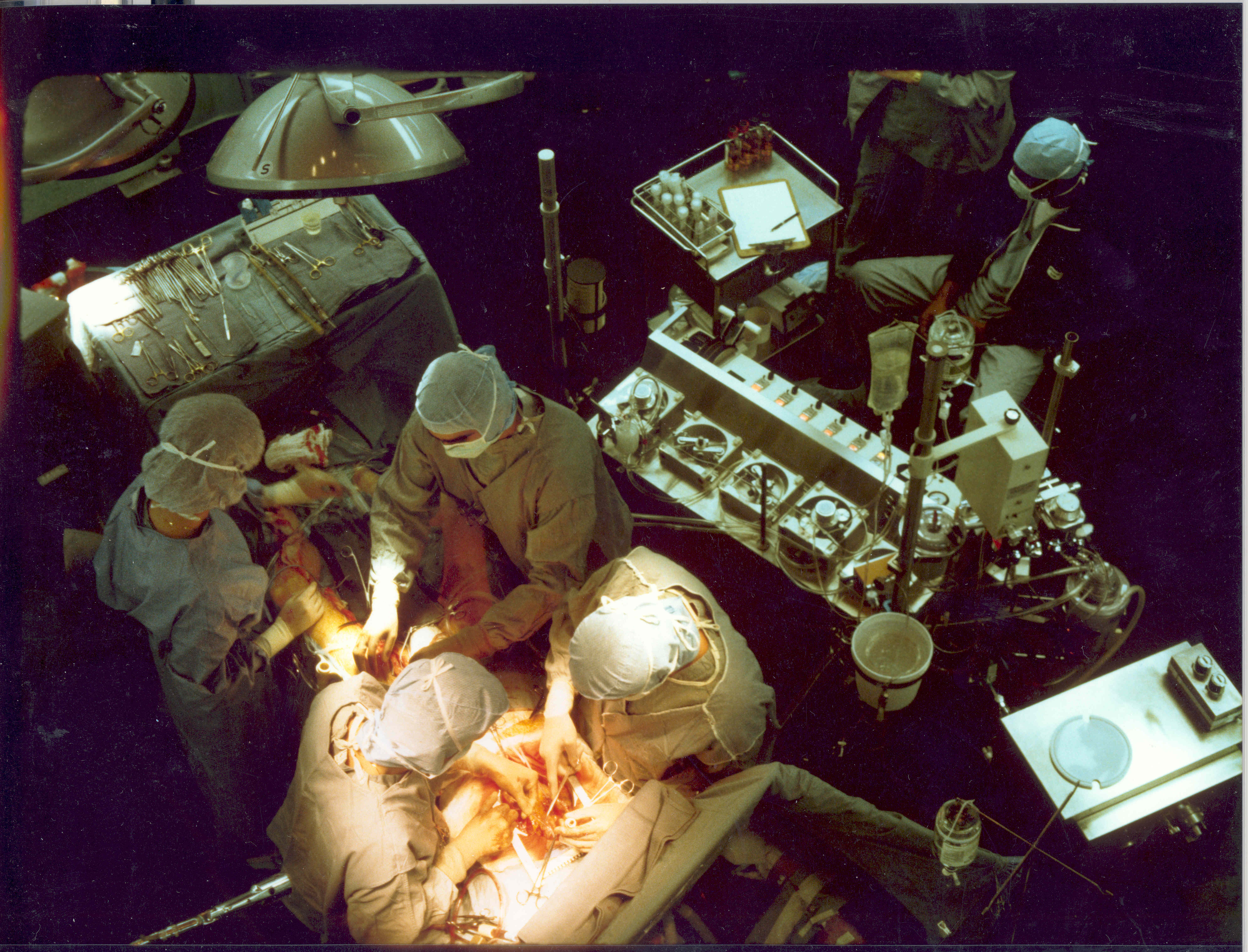
Perfuzjonista za płucosercem (prawy górny róg) we wczesnej fazie operacji wszczepienia pomostów aortalno-wieńcowych.

Perfuzjonista – termin medyczny określający specjalistę obsługującego płucoserce, który podczas zabiegu  w krążeniu pozaustrojowym nadzoruje w sposób ściśle skoordynowany z działaniami operatora prawidłową pracę płucoserca.
Perfuzjoniści są niezbędnymi członkami zespołu chirurgii sercowo-naczyniowej. Jako członek zespołu chirurgii sercowo-naczyniowej, perfuzjonista, znany również jako perfuzjonista kliniczny, pomaga utrzymać przepływ krwi do tkanek organizmu, a także regulować poziom tlenu i dwutlenku węgla we krwi za pomocą aparatu płucoserce.

## Obowiązki
Perfuzjonista przygotowuje maszynę i nadzoruje krążenie pozaustrojowe oraz podawanie płynu kardioplegicznego w celu zatrzymania pracy serca przez specjalny system pomp. Do jego zadań należy przygotowanie aparatu do oziębiania i ogrzewania chorego, przepływomierza gazów medycznych, zdobycie pełnej informacji o pacjencie, kalkulacja limitów przepływu oraz takich parametrów jak BSA, SV, BMI. Do podstawowych obowiązków perfuzjonisty należy aseptyczne złożenie aparatury oraz jej sprawdzenie, dokładne przygotowanie płucoserca pod względem mechanicznym i elektronicznym. Do zadań należy ponadto asekuracja podczas badań w pracowni hemodynamiki (stand-by), asekuracja podczas operacji na bijącym sercu.
Perfuzjoniści zajmują się również aparaturą do dializoterapii, hemodiafiltracji, która podczas operacji z powodzeniem może zastąpić pracę nerek.
Perfuzjoniści pracują przy każdych innych wspomaganiach w systemach ECMO w oddziałach kardiopediatrycznych i innych.

## Perfuzjoniści w Polsce i na świecie
Polscy perfuzjoniści zrzeszeni są w Polskim Stowarzyszeniu Perfuzjonistów. Polskie Stowarzyszenie Perfuzjonistów skupia w swoich szeregach chętnych perfuzjonistów z całej Polski i pracujących za granicą; obecnie w Stowarzyszeniu jest 150 perfuzjonistów. 
W 2004 w Lipsku podczas spotkania delegatów EBCP Polskie Stowarzyszenie Perfuzjonistów zostało jednogłośnie przyjęte na pełnoprawnego członka Europejskiego Stowarzyszenia Perfuzjonistów, a od 2011 posiada Akredytację EBCP.
Perfuzjoniści to grupa zawodowa specjalistów zajmujących się obsługą sztucznego płucoserca podczas operacji na otwartym sercu oraz obsługą i sprawowaniem kontroli nad urządzeniami wspomagającymi pracę serca i płuc w czasie i po zabiegu kardiochirurgicznym w oddziałach kardiologicznego nadzoru.

### Kurs i egzamin
W Polsce łączna liczba godzin przeznaczona na realizację kursu kwalifikacyjnego dla kandydatów na perfuzjonistę wynosi 500 godzin (1 godzina = 45 minut). Zajęcia praktyczne, które obejmują 300 godzin kształcenia, realizowane są w macierzystych ośrodkach i stanowią wstępny etap przygotowania kandydata do zadań związanych z tematyką poszczególnych bloków. Wymagane jest wykształcenie średnie medyczne, dodatkowo kończy się zdanym egzaminem państwowym (praktycznym i teoretycznym) przed komisją. 
Egzamin końcowy zdawany jest przed komisją egzaminacyjną, w skład której wchodzą: 
- Przewodniczący komisji egzaminacyjnej (którym powinien być konsultant krajowy w dziedzinie kardiochirurgii lub wyznaczony przez niego przedstawiciel);
- Przewodniczący Polskiego Stowarzyszenia Perfuzjonistów (lub wyznaczony przez niego przedstawiciel);
- Przewodniczący komisji ds. szkoleń PSP;
- Sekretarz Polskiego Stowarzyszenia Perfuzjonistów;

W zależności od zapotrzebowania, do pracy w komisji mogą zostać powołane także inne, dodatkowe osoby, które mogą zostać zaproszone do niej przez przewodniczącego komisji. 
Sam egzamin teoretyczny odbywa się w dwóch etapach:
1. egzamin pisemny, przeprowadzany w formie testu;
2. egzamin ustny, polegający na udzieleniu odpowiedzi na trzy wybrane losowo pytania.